# لذت سواری ۲: مرده در پیش
لذت سواری ۲: مرده در پیش (انگلیسی: Joy Ride 2: Dead Ahead) فیلمی در ژانر وحشت است که در سال ۲۰۰۸ منتشر شد. از بازیگران آن می‌توان به نیکی ایکاکس، نیک زانو، و کایل اشمید اشاره کرد.

## خلاصه داستان
«کایلا» که عازم سفر به لاس وگاس برای شرکت در جشن خواهرش است، در پمپ بنزین توقف می‌کند تا با «نیک»، مردی که در اینترنت آشنا شده دیدار کند. «نیک» او را متقاعد می‌کند تا از جاده‌ای دیگر برود اما در میانه راه خودرو دچار مشکل می‌شود و…